# آلبرت ام. کریگ
آلبرت ام. کریگ (انگلیسی: Albert M. Craig؛ زادهٔ ۹ دسامبر ۱۹۲۷) تاریخ‌نگار اهل ایالات متحده آمریکا است.
وی همچنین برندهٔ جوایزی همچون برنامه فولبرایت و کمک‌هزینه گوگنهایم شده‌است.